# Commandos 2: Men of Courage
Commandos 2: Men of Courage (engl. „Männer mit Tapferkeit“) ist ein Echtzeit-Taktikspiel mit einem Fokus auf Stealth. Das Spiel ist die offizielle Fortsetzung zu Commandos: Hinter feindlichen Linien und der zweite Teil der Commandos-Spieleserie. Es erschien im September 2001 für Windows, 2002 folgten Portierungen auf die Spielkonsolen Xbox und PlayStation 2. 2022 erfolgte ein HD Remaster für Xbox One, PlayStation 4, PC und Nintendo Switch als Downloadversion, der 2022 zusammen mit dem Nachfolger Commandos 3: Destination Berlin auch als Spielmodul bzw. Disc erschien.

## Handlung
Die Handlung ist mit der des Vorgängers zu vergleichen. Im Zweiten Weltkrieg agiert eine kleine Einheit der Alliierten hinter den feindlichen Linien. Durch gezielte Operationen sollen dem Feind, in erster Linie dem Deutschen Reich, Nadelstiche versetzt werden, um so den Krieg für die Alliierten zu entscheiden.

## Spielprinzip
Der Spieler steuert seinen Commando-Trupp, wie aus dem Vorgängerteil gewohnt, in Echtzeit. Ziel ist es, den Gegner möglichst lautlos auszuschalten oder sich an ihm vorbeizuschleichen. Die Missionsziele sind beispielsweise das Zerstören von bestimmten Objekten oder Retten von Personen aus Kriegsgebiet.
Das Spielfeld wird aus der Vogelperspektive betrachtet, wobei sich die Ansicht in vier Stufen drehen lässt. Die Commandos befinden sich zu Beginn eines jeden Einsatzes an einem festgelegten Punkt. Die gegnerischen Soldaten laufen Patrouille oder stehen auf einem festen Platz. Das Blickfeld eines Feindes kann angezeigt werden; es unterteilt sich in einen nahen Bereich, in dem der Spieler auf jeden Fall gesehen wird, und in einen fernen Bereich, in dem sich die Commandos kriechend bewegen können, ohne gesichtet zu werden.
Commandos 2 bietet zehn Hauptmissionen. Dies ist, verglichen mit dem Vorgänger, nur die Hälfte, jedoch sind die Missionen teilweise wesentlich umfangreicher. Neben den zehn Hauptmissionen gibt es zwei Tutorials und neun Bonuslevel. Weiterhin stehen dem Spieler verschiedene Schwierigkeitsgrade zur Verfügung.
Der Commandos-Trupp besteht in diesem Spiel aus acht Spezialisten. Neben den bereits bekannten Green Beret, Scharfschütze, Marine, Pionier, Fahrer und dem Spion kommen ein Dieb sowie eine sowjetische Spionin hinzu. Der Spieler hat pro Mission nur eine vorgeschriebene Auswahl der Figuren zur Verfügung.

### Mehrspielermodus
Commandos 2: Men of Courage verfügt über einen Mehrspielermodus, der es den Spielern erlaubt, die bekannten Missionen gemeinsam zu bestreiten. Für diesen Mehrspielermodus sind jedoch zwei PCs notwendig.

## Trivia
Verschiedene Missionen des Spiels sind an bekannte Spielfilme angelehnt. So sieht man beispielsweise bei der Mission Die Brücke am Kwai deutliche Parallelen zum gleichnamigen Film mit Alec Guinness in der Hauptrolle. Ebenfalls erinnert die Mission Der Soldat James Smith an den Film Der Soldat James Ryan von Steven Spielberg.
Der deutsche Publisher Kalypso Media erwarb im Juli 2018 die Rechte an der Commandos-Serie. 2020 erschien mit Commandos 2 HD Remaster ein graphisch verbessertes Remake von Kalypso Media für PC, Xbox One, PlayStation 4 und Nintendo Switch, das auch die Steuerung an die neuen Konsolen anpasste.

## Rezeption
Commandos 2: Men of Courage wurde, wie schon sein Vorgänger, von den Spielemagazinen positiv aufgenommen. Jedoch gab es deutliche Kritikpunkte bei der Steuerung. So empfand Martin Deppe 2001 in der Oktober-Ausgabe der GameStar, dass er sich „ziellos im Feindgebiet“ befindet. Er kritisierte u. a. die mäßigen Missionsbeschreibungen: „Sobald ich die Kameraden erreiche, wird dieser Auftrag als erledigt markiert. Dass ich die Jungs auch noch ins Boot bringen muss, sagt mir niemand.“ Weiterhin missfiel ihm der „unintelligente Mauszeiger.“
Sein Kollege Gunnar Lott konnte über die Schwächen in der Steuerung hinwegsehen. Für ihn „macht die fantastische Grafik die Steuerungsmacken mehr als wett.“ Lott resümierte, dass „durchdachte Missionen, coole Tricks der Helden und viele Neuerungen“ Commandos 2 zur klaren Referenz im Echtzeit-Taktik-Genre machen.